# Fàbrica Godó i Trias
La Fàbrica Godó i Trias és un edifici modernista de l'Hospitalet de Llobregat (Barcelonès) protegit com a bé cultural d'interès local.

## Arquitectura
L'edifici està realitzat en maó vist i algunes llosetes que recobreixen algunes parts de les façanes. Teulada a dues vessants als diferents mòduls. L'edifici té decoració de tipus modernista, aprofitant les qualitats del maó per a fer dibuixos geomètrics a les façanes i xemeneies.
L'estructura original constava d'una gran nau central de dos trams, un d'ells escapçat per la situació de les calderes i la xemeneia de vapor. Al final de les naus s'aixeca una petita torre de base quadrada emmerletada. Al límit occidental de la parcel·la, i separades de les naus centrals per un passadís, s'aixequen diferents pavellons aïllats que allotjaven dependències productives i administratives.
Les ampliacions són de caràcter més racionalista, també de maó vist, però amb cobertes en forma de dents de serra.

## Història
Encara que el tèxtil sorgí a Santa Eulàlia cap al 1826, la majoria de les fàbriques s'instal·laren al primer quart del segle xx. Seguint la tradició que va començar a la zona de la Marina i l'actual raval de l'Aprestadora (Santa Eulàlia) amb els prats d'indianes. La Fàbrica Godó s'hi instal·là l'any 1903 arran del descobriment de l'aqüífer profund del delta, aprofitant la seva aigua. El seu pou fou el primer d'ús industrial del delta. L'autor de la primera edificació fou l'arquitecte Ferran Junoy. En aquell temps es dedicava al tèxtil de jute. Al voltant de l'any 1920 passaren a fabricar filats i teixits de cànem, i amb menor proporció teixits de cotó.
Amb l'evolució que comporta el temps, moltes de les més importants fàbriques van anar desapareixent del terme de la ciutat, encara que no la fàbrica Godó, actualment Godó i Tries, que ha anat incorporant noves naus i ampliacions. La fàbrica va ser partida pel mig quan s'obrí l'autovia. L'última ampliació i més important, de l'any 1964, és obra de Frederic Correa i Alfons Milà.
Va servir de decorat natural per la sèrie de televisió «La saga dels Rius». L'any 2017 es va anunciar que podría acollir un centre de medicina tradicional xinesa amb una inversió de 80 milions d'euros però finalment no va ser així.
L'any 2022, els promotors del projecte Hermitage que s'anava a construir a Barcelona, plantegen utilitzar aquest espai per un gran projecte museístic anomenat "The Factory Museum", projecte ja totalment desvinculat del museu rus. Aquest museu d'art físic i digital acolliria exposicions immersives, històriques i contemporànies, a més d'un centre d'investigació i espais destinats a artistes. Aquest espai estaria restaurat i rehabilitat per RCR Arquitectes, guanyadors d'un premi Pritzker.